# Giordano Passetto
Giordano Passetto, auch Pasetto oder Frater Jordanus Pasetus (* um 1484 in Venedig; † 8. November 1557 in Padua) war ein italienischer Komponist, Organist und Kapellmeister der Renaissance.

## Leben und Wirken
Giordano Passetto genaues Geburtsdatum konnte von der musikhistorischen Forschung noch nicht gefunden werden; auch über seine frühe Zeit und seine Ausbildung sind keine Informationen überliefert. Er war ein Frater des Dominikanerordens in dem venezianischen Kloster SS. Giovanni e Paolo; hier wirkte zu dieser Zeit auch Petrus Castellanus, der Herausgeber des Druckers Ottaviano Petrucci als magister capellae. Der Botschafter Ferraras in Venedig sandte im Jahr 1504 ein komponiertes Credo Passettos an Herzog Ercole d’Este nach Ferrara, mit der Bemerkung, „er sei sehr begabt in diesen Dingen“. Kurz darauf folgten die restlichen Teile der Messe Mirabile zovene. 1505 wirkte der Komponist als Organist im Frauenkloster Santo Spirito in Venedig. Das Amt des Organisten an SS. Giovanni e Paolo übernahm er von 1509 bis 1520. Ab diesem Jahr hatte er dann bis kurz vor seinem Tod die Position des Kapellmeisters an der Kathedrale von Padua inne.

## Bedeutung
Die Kompositionen von Giordano Passetto sind überwiegend für Männerstimmen geschrieben. Außerdem widmete er dem Kanoniker an der Kathedrale von Padua, Benedetto Contarini, ein Buch mit Madrigalen, das 1541 gedruckt wurde. Es ist dies der einzige im 16. Jahrhundert veröffentlichte Druck mit weltlicher Vokalmusik, die ausschließlich für gleich hohe Stimmen geschrieben ist. Die Madrigale sind in einem flüssigen, homophonen Stil verfasst und zeigen gelegentlich kurze zweistimmige Imitationen. Eine vierteilige Villotta, die gleichfalls für tiefe Stimmen gesetzt ist, verwendet auch populäre Melodien.
Nachdem der Komponist nach seiner Ernennung versprochen hatte, die Kathedrale von Padua mit bonis et novis cantibus et mutetis zu versorgen (mit „guten und neuen Gesängen und Motetten“), legte er im Jahr 1522 ein Chorbuch mit 127 Motetten an mit dem Titel Frater Jordanus Pasetus Venetus […] scripsit hec manu propria […] 1522. Das darin enthaltene Repertoire hat eine große Nähe zu der Sammlung Motetti de la Corona von Ottaviano Petrucci und zeigt sicher das, was in Passettos Venediger Kirchen aufgeführt wurde. Eine der enthaltenen Motetten ist Mouton zugeschrieben, alle anderen sind ohne Zuschreibung. Die Autorschaft einer gewissen Anzahl davon konnte aber mit französischen und franko-flämischen Komponisten der gleichen Generation identifiziert werden, und einige der nicht identifizierten Werke könnten von Passetto selbst stammen. Er kopierte auch aus derselben Bibliothek ein Manuskript mit Werken der Generation um Nicolas Gombert.

## Werke
- Frottola Su, su, su, su pastori, 1531
- [26] Madrigali nuovi a voce pare […] libro primo zu vier Stimmen, Venedig 1541, OCLC 78979183
- Villotta alla padoana Audi bone persone, 1552
- 12 doppelchörige Vesperpsalmen zu je acht Stimmen
- Motette Nigra sum sed formosa zu acht Stimmen
- 1 Messe (verschollen).